# Marine Quennehen
 (avril 2021).
Si vous disposez d'ouvrages ou d'articles de référence ou si vous connaissez des sites web de qualité traitant du thème abordé ici, merci de compléter l'article en donnant les références utiles à sa vérifiabilité et en les liant à la section « Notes et références ».
Marine Quennehen (née le 1er août 1991 dans le 9e arrondissement de Paris) est une athlète française, spécialiste des épreuves de marche athlétique. Elle est aussi sociologue spécialiste de la famille et notamment du milieu carcéral. 

## Biographie
En 2018, elle devient championne de France en salle du 3 000 mètres marche. Elle compte 7 sélections en équipe de France séniors dont une victoire aux Jeux de la Francophonie en 2017. 

## Palmarès
| Date | Compétition                                 | Lieu      | Résultat | Épreuve      | Marque          |
| ---- | ------------------------------------------- | --------- | -------- | ------------ | --------------- |
| 2017 | Coupe d'Europe de marche                    | Poděbrady | 25e      | 20 km marche | 1 h 37 min 17 s |
| 2017 | Jeux de la Francophonie                     | Abidjan   | 1re      | 20 km marche | 1 h 45 min 35 s |
| 2018 | Championnats du monde par équipes de marche | Taicang   | 54e      | 20 km marche | 1 h 35 min 44 s |

| Date | Compétition                                | Lieu             | Résultat | Épreuve         | Marque          |
| ---- | ------------------------------------------ | ---------------- | -------- | --------------- | --------------- |
| 2013 | Championnats de France                     | Paris            | 2e       | 10 000 m marche | 49 min 10 s 72  |
| 2016 | Championnats de France en salle            | Aubière          | 2e       | 3 000 m marche  | 13 min 42 s 54  |
| 2017 | Championnats de France en salle            | Bordeaux         | 3e       | 3 000 m marche  | 13 min 13 s 78  |
| 2017 | Championnats de France de marche sur route | La Roche-sur-Yon | 2e       | 20 km marche    | 1 h 38 min 12 s |
| 2018 | Championnats de France en salle            | Liévin           | 1re      | 3 000 m marche  | 13 min 21 s 68  |
| 2018 | Championnats de France                     | Albi             | 3e       | 5 000 m marche  | 22 min 49 s 97  |
| 2019 | Championnats de France en salle            | Miramas          | 2e       | 3 000 m marche  | 13 min 17 s 84  |
| 2019 | Championnats de France de marche sur route | Épinal           | 2e       | 20 km marche    | 1 h 37 min 48 s |
| 2020 | Championnats de France en salle            | Liévin           | 3e       | 3 000 m marche  | 13 min 7 s 56   |

## Records
| Épreuve         | Épreuve   | Marque            | Lieu         | Date            |
| --------------- | --------- | ----------------- | ------------ | --------------- |
| 3 000 m marche  | Plein air | 13 min 7 s 20     | Franconville | 7 mai 2017      |
| 3 000 m marche  | En salle  | 13 min 7 s 56     | Liévin       | 1er mars 2020   |
| 5 000 m marche  | Plein air | 22 min 49 s 97    | Albi         | 7 juillet 2018  |
| 10 000 m marche | Plein air | 49 min 10 s 72    | Paris        | 13 juillet 2013 |
| 10 km marche    | Plein air | 48 min 30 s       | Lisses       | 9 octobre 2016  |
| 20 000 m marche | Plein air | 1 h 38 min 47 s 8 | Balma        | 6 novembre 2016 |
| 20 km marche    | Plein air | 1 h 35 min 4 s    | Naumburg     | 13 avril 2019   |